# Samuel Smiles

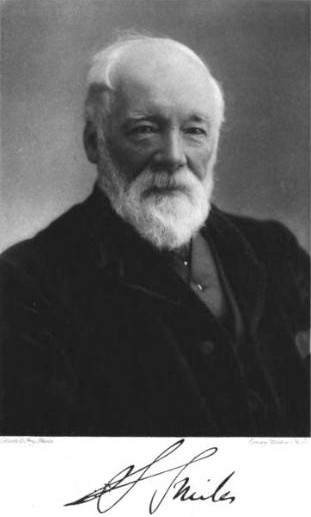
Samuel Smiles

Samuel Smiles (* 23. Dezember 1812 in Haddington, East Lothian, Schottland; † 16. April 1904 in London) ist der Begründer der Selbsthilfeliteratur.

## Leben
Smiles war ein Sohn (er hatte noch zehn Geschwister) des Papiermüllers Samuel Smiles und dessen Ehefrau Janet Wilson. Die Familie Smiles war sehr gläubig, sein Großvater väterlicherseits gehörte als Prediger den Cameronians (→Presbyterianismus) an, einer Gruppierung, die den Covenanters nahestand, und sein Vater sah sich als Anti-Burgher.
Smiles besuchte die Patrick Hardie’s School seiner Heimatstadt und kam am 6. November 1826 zu Dr. Lewins für ein medizinisches Praktikum. Als drei Jahre später sich ein Kollege Lewins in Leith niederließ, ging Smiles mit ihm. Noch im selben Jahr (November 1829) immatrikulierte sich Smiles an der University of Edinburgh um Medizin zu studieren. Der spätere Arzt und Autor John Brown (1810–1882) war dort sein Studienkollege. Am 6. November 1832 erhielt Smiles seine Approbation und ging als Arzt zurück in seine Heimatstadt.
Bereits während seines Studiums verfasste Smiles kleinere Texte, welche aber allesamt unveröffentlicht blieben. Als Arzt in Haddington verfasste er Physical Education, or, The Nurture and Management of Children und ließ 1837 auf eigene Kosten 750 Exemplare drucken.
Im Mai 1838 gab Smiles seine Praxis auf, um die Redaktion der Leeds Times zu übernehmen. Von 1845 bis 1860 war er Sekretär verschiedener Eisenbahnen. Seitdem lebte er als Privatier in London. Einige seiner Schriften erlangten große Verbreitung.
Am 16. April 1904 starb Samuel Smiles in Kensington und fand seine letzte Ruhestätte auf dem Brompton Cemetery.

## Werke (Auswahl)
Self-help
- Die Selbsthülfe in Lebensbildern und Charakterzügen, übertragen von Josef M. Boyes. Hamburg: Hoffmann & Campe, 1866. 469 Seiten.
- Hilf dir selbst! Kolberg: Jancke, 1872–1877. 396 Seiten.
- Selbst ist der Mann. Kolberg: Post, 1886-[1902]. 419–478 Seiten.
- Der Weg zum Erfolg durch eigene Kraft. Heidelberg: Eiß, 1890. 322 Seiten.
- Selbsthilfe, übertragen von David Haek. Leipzig: Reclam, [1894]-1920. 326 Seiten
- Selbsthilfe, [übertragen von F. Dobbert]. Halle: Otto Hendel, [1894]. 388 Seiten.

Character
- Der Charakter, übersetzt von Fr. Steger. Leipzig: Reclam, 1874-[1892]. 322 Seiten.
- Der Charakter. Heidelberg: Weiss, 1895.
- Der Charakter, übertragen von Heinrich Schmidt. Leipzig und Stuttgart: Kröner, [ca. 1910]-1948. 211–243 Seiten.
- Charakter, übertragen von F. Dobbert. Berlin: Hendel, [1894–1920]. 334 Seiten.
- Charakter macht den Menschen. (Auszüge aus Character.) Basel: Riggenbach, [1954]. 70 Seiten.

Thrift
- Sparsamkeit (= Hendel-Bücher 898/902), übertragen von F. Dobbert. Berlin: Hendel, [1875–1913]. 359 Seiten.
- Sparsamkeit, übersetzt von Moritz Busch. Leipzig: Weber, 1876–1890. 629 Seiten.
- Sparsamkeit, übersetzt von Paul Seliger. Leipzig: Ph. Reclam, [1908]. 413 Seiten.

George Moore, Merchant and Philanthropist
- Georg Moore, ein Kaufmann und ein Menschenfreund, übersetzt von A. Daniel. Gotha: Perthes, 1882.

Duty
- Pflicht, übertragen von F. Dobbert. Berlin: Hendel, [1880–1894]. 388–392 Seiten.
- Die Pflicht, übersetzt von C. Pelz. Leipzig: Weber, 1882. 727 Seiten.
- Die Pflicht, übertragen von H. Th. Kühne. Leipzig: Reclam, [1896]. 414 Seiten.

Life and labour
- Leben und Arbeit. Leipzig: Weber, 1889. 778 Seiten.